# Guixera borda
La guixera borda o guixó tuberós (Lathyrus tuberosus) és una espècie de guixera antigament conreada pel seu rizoma però que actualment pràcticament ja no es conrea. És originària de les zones de clima temperat d'Europa i Àsia. Es tracta d'una planta enfiladissa perenne. Les fulles són pinnades amb dos folíols a la base del pecíol, presenta nombrosos circells. Les flors són relativament grans i molt vistoses, de colors normalment rosa o vermellós amb l'estructura típica de les papilionàcies. Fa fruit en llegum molt allargat que conté diverses llavors que són negres a la maturitat. L'arrel forma un rizomes comestibles crus o cuits i que són dolços i rics en midó. El calendari republicà francès li dedica el dia 27 del mes de Brumaire amb el nom francès de Macjonc, ja que fa uns dos-cents anys aquesta era una planta conreada molt corrent.